# Crkvine, Mladenovac
Crkvine (izvirno srbsko Црквине) je naselje v Srbiji, ki upravno spada pod Občino Mladenovac; slednja pa je del Mesta Beograd.

## Demografija
V naselju živi 173 polnoletnih prebivalcev, pri čemer je njihova povprečna starost 42,1 let (40,6 pri moških in 43,4 pri ženskah). Naselje ima 63 gospodinjstev, pri čemer je povprečno število članov na gospodinjstvo 3,40.
To naselje je, glede na rezultate popisa iz leta 2002, večinoma srbsko.
|  |

| Demografija | Demografija     | Demografija     |
| Leto        | Št. prebivalcev | Št. prebivalcev |
| ----------- | --------------- | --------------- |
|             |                 |                 |
|             |                 |                 |
|             |                 |                 |
|             |                 |                 |
| 1948        | 274             |                 |
| 1953        | 287             |                 |
| 1961        | 281             |                 |
| 1971        | 220             |                 |
| 1981        | 212             |                 |
| 1991        | 221             | 215             |
| 2002        | 218             | 214             |
|             |                 |                 |

| Etnična sestava po popisu iz leta 2002 | Etnična sestava po popisu iz leta 2002 | Etnična sestava po popisu iz leta 2002 | Etnična sestava po popisu iz leta 2002 | Etnična sestava po popisu iz leta 2002 |
| -------------------------------------- | -------------------------------------- | -------------------------------------- | -------------------------------------- | -------------------------------------- |
| Srbi                                   | Srbi                                   |                                        | 212                                    | 99,06%                                 |
| Nemci                                  | Nemci                                  |                                        | 1                                      | 0,46%                                  |
| Neznano                                | Neznano                                |                                        | 1                                      | 0,46%                                  |